# Elisa Aguirre
Elisa Aguirre Robertson (Santiago, 19 de noviembre de 1954) es una escultora chilena. Ha participado en diversas obras artísticas tanto en Chile como en el extranjero y su trabajo se encuentran en diversos museos y también en colecciones privadas.

## Estudios y formación artística
Entre 1979 y 1982 estudió licenciatura en Arte con mención Escultura en la Universidad de Chile. Durante los años 1993 y 1994 realizó un Postgrado en Escultura en la Royal College of Art en Londres, Inglaterra y un Magíster en Artes Visuales en la Universidad de Chile en 1995. Durante sus estudios también tuvo clases con Juan Egenau, Gonzalo Díaz y Federico Assler.
Desde 1986 a 1993 fue profesora de Escultura del Instituto de Arte Contemporáneo de Santiago. También fue profesora de Escultura en la Facultad de Artes de la Universidad de Playa Ancha en Valparaíso y durante el año 1995 fue también profesora de la misma especialidad, en la carrera de Licenciatura en Arte, en la Universidad Finis Terrae en Santiago.
Durante el periodo entre 1995, 2000 y 2002 recibió apoyo del FONDART para realizar tres proyectos de creación, titulados:
- “Acero, materia básica”,
- “En torno al vacío”,
- "Silencio y Vacío”

En el año 2005 obtuvo el Primer lugar en el concurso escultórico Codelco metro Plaza de Armas. Durante 2005 y 2006 realizó e instaló un mural escultórico en cobre en Estación Metro Plaza de Armas de Santiago.
Tras variados estudios y formación artística, ha realizado numerosas exposiciones, destacando:
- “Correspondencias”, Haus Am Kleistpark Berlín, Alemania (2002)
- “El acero en la Escultura Chilena” Fundación Telefónica, Santiago (2002)
- “Valle de los artistas” Museo de Artes Visuales, Santiago (2008).

## Obras

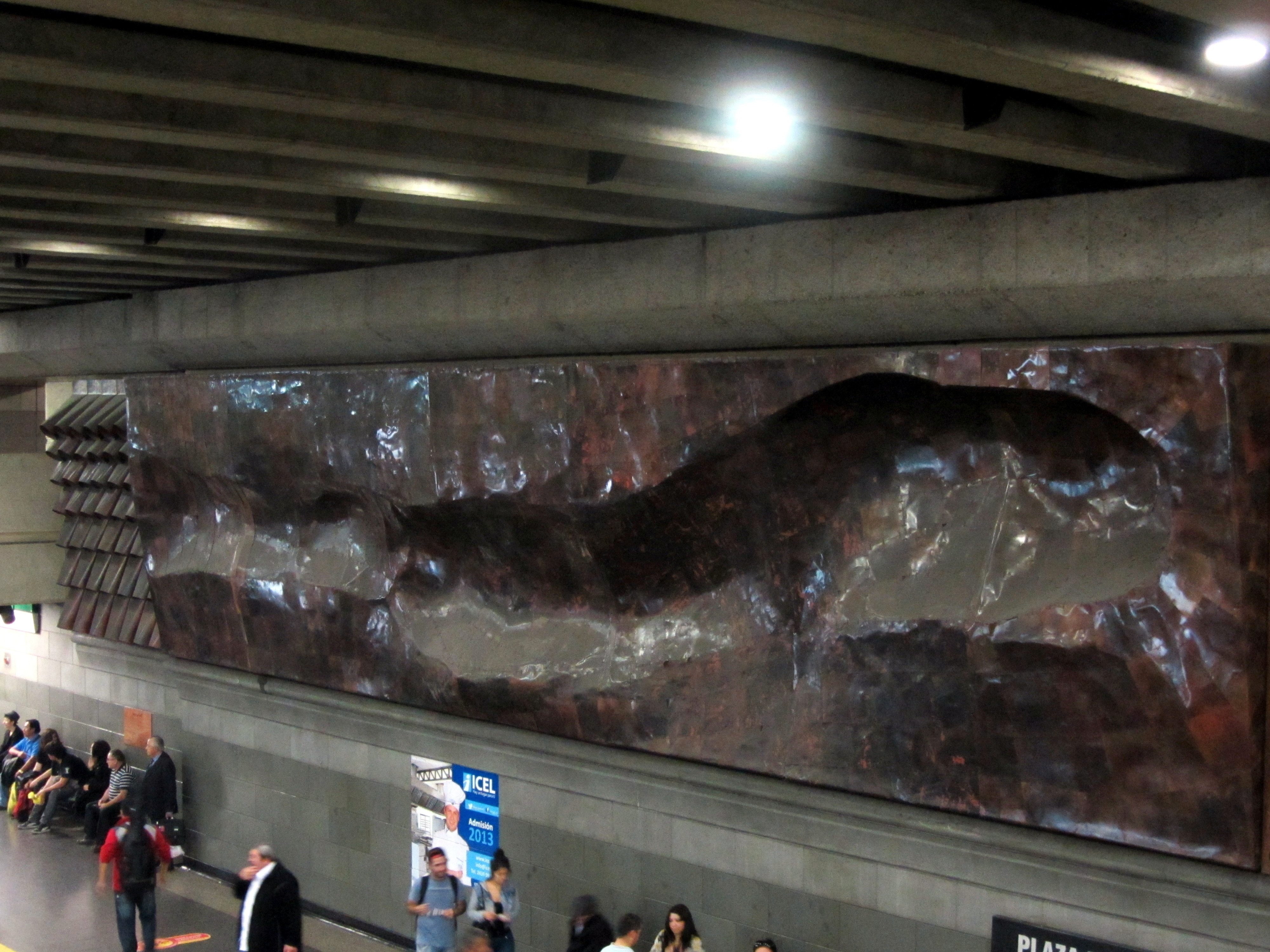
Mural de cobre en estación de Metro Plaza de Armas, Santiago de Chile.

Su obra se destaca por su lenguaje escultórico de carácter abstracto y conceptual, para lo cual se vale de grandes y medianos formatos. Su trabajo se caracteriza por apelar a lo orgánico y por el uso de materiales disímiles. Desde allí, la naturaleza es la fuente y origen de la obra, entregando variedad de lecturas tanto desde lo simbólico como en lo conceptual. Sus obras sugieren ideas relacionadas con los actos de cortar, excavar, ahuecar o enterrar a modo de herramientas primitivas, aparte de utilizar materiales como: cemento, aluminio, fierro, piedra, madera, enjambre de materias a modo de “diálogo entre la materialidad y los procedimientos”.[cita requerida]
Durante la exposición de sus obras, utiliza técnicas mixtas que incluyen la soldadura, el tallado, esculpido, fragua y la unión de diferentes objetos a través de amarras.
En sus trabajos de pequeñas dimensiones recurre a materiales no tradicionales tales como elementos de desecho, yeso, crines, latas, rejillas, alambre, entre otros.
Su obra contiene la teoría que le entregó su formación artística, la que de alguna manera está plasmada por la cotidianidad como lugar de origen o destino, la cual se despliega a través de oficios, como la costura y el diseño teatral.

## Premios y distinciones.
- 1986 Beca Sociedad "Amigos del Arte".
- 1993-1994 Beca The British Council, para estudios de Postgrado en el Royal College of Art, Londres, Inglaterra.
- 1995 FONDART. Ministerio de Educación, Chile. Proyecto Titulado "Acero Materia Básica".
- 1998 Seleccionada por la Asociación Francesa "Genio de la Bastilla". Intercambio bilateral de artistas, Ministerio de Relaciones Exteriores de Chile.
- 2000 FONDART. Ministerio de Educación de Chile, para realizar proyecto titulado "En torno al vacío".
- 2002 FONDART. Ministerio de Educación de Chile, para realizar proyecto titulao "Silencio y Vacío".
- 2005 Primer lugar en el concurso escultórico Codelco Metro Plaza de Armas, Santiago, Chile.

## Exposiciones Individuales.
- 2002 El acero en la escultura chilena, Fundación Telefónica, Santiago, Chile. Valle de los Artistas, Museo de Artes Visuales, Chile.
- 2002 Correspondencias, Haus am Kleistpark, Berlín, Alemania.
- 2010 Impronta: molde-modelo, Galería Patricia Ready, Santiago, Chile.
- 2014 Tierra Seca, Galería Patricia Ready, Santiago, Chile.

## Exposiciones Colectivas.
- 1987 Profesores del Instituto de Arte Contemporáneo, Galería de La Plaza, Santiago, Chile.
- 1987 VIII Bienal Internacional de Valparaíso, Chile.
- 1989 Tercer Encuentro Arte Industria, Museo Nacional de Bellas Artes, Santiago,Chile.
- 1990 Cuarto Encuentro Arte Industria. Museo Nacional de Bellas Artes, Santiago,Chile.
- 1990 Luna Nueva (6 pintoras, 2 escultoras), Galería Nexo (enlace roto disponible en Internet Archive; véase el historial, la primera versión y la última)., Santiago, Chile.
- 1990 Museo Abierto. Museo Nacional de Bellas Artes, Santiago, Chile.
- 1991 Nueve Escultoras Chilenas, Instituto Cultural de Providencia (enlace roto disponible en Internet Archive; véase el historial, la primera versión y la última)., Sala Parque de Las Esculturas, Santiago, Chile.
- 1991 La Mujer en el Arte. Casa Colorada, Santiago, Chile.
- 1991 Pequeño Formato, Galería de Arte Vitacura, Santiago, Chile.
- 1992 Juvenalia, Madrid, España.
- 1992 Museo de Arte Moderno de Chiloé, Castro, Chile.
- 1993 V Encuentro Arte Industria, Instituto Cultural de Las Condes, Santiago, Chile.
- 1994 Printmaking and Sculpture, Henry Moore Gallery, Royal College of Art, Londres, Inglaterra.
- 1995 Pintura Norte, Escultura Sur, Embajada de Estados Unidos, Santiago, Chile.
- 1996 50 Años de Escultura Contemporánea Chilena, Centro Cultural Estación Mapocho, Santiago, Chile.
- 1998 Portes Ouvertes au Chili, París, Francia.
- 1998 El Genio de la Bastilla, París, Francia.
- 1999 El Genio de la Bastilla, Museo de Arte Contemporáneo, Universidad de Chile, Santiago, Chile.
- 2002 Pintores en defensa del Bosque Nativo, Museo Nacional de Bellas Artes, Santiago, Chile.
- 2003 Pinturas y Esculturas, Patricio de la O. y Elisa Aguirre, Galería Modigliani, Viña del Mar, Chile.
- 2005 Centre of the Arts, Ohio, Estados Unidos.
- 2006 Galería Patricia Ready, Santiago, Chile.
- 2007 Arte y Cobre. Biblioteca de Santiago, Santiago, Chile.
- 2008 Artistas Chilenos por Allende, Museo de la Solidaridad Salvador Allende, Santiago, Chile.
- 2009 Homenaje a Enrique Lihn, Museo La Sebastiana Archivado el 4 de noviembre de 2018 en Wayback Machine., Valparaíso, Chile.
- 2010 50 Escultores de Chile, Galería de Arte Cecilia Palma, Santiago, Chile.
- 2015 Senderos Simultáneos, Galería CreArte de la Biblioteca Central de la Universidad de Playa Ancha Archivado el 4 de diciembre de 2018 en Wayback Machine., Valparaíso.
- 2017 Bienal de Artesanía en París, Francia.[4]